# Лохау
Лохау — містечко та громада округу Брегенц в землі Форарльберг, Австрія. Лохау лежить на висоті 416 м над рівнем моря і займає площу  10,27 км². Громада налічує 5490 мешканців. Густота населення 535/км².  
Громада лежить в районі, який носить назву Брегенцький ліс. Неподалік розкинулося Боденське озеро. Населення Форальбергу розмовляє алеманським діалектом німецької мови, а тому ближче до швейцарців, ніж до населення більшої частини Австрії, яке розмовляє баварсько-австрійським діалектом. Основною індустрією Форальбергу є спортивний туризм, і кожен населений пункт має розвинуту інфраструктуру: транспорт, готелі тощо. 
У місті є залізнична станція.
|                                |
| Лохау на мапі округу та землі. |

```
Адреса управління громади: Landstraße 22, 6911 Lochau. 
```

## Демографія
Історична динаміка населення міста за даними сайту Statistik Austria